# Lars Väringer
Lars Erik Väringer (født 20. august 1951 i Nyköping) er en svensk skuespiller, bedst kendt for sin medvirken i tv-serier som Sjätte dagen, Saltön og Lykkebugten samt gyserfilmen Midsommar.
Väringer uddannede sig som skuespiller ved Teaterhögskolan i Malmö. Han har haft roller på Dramaten, Helsingborgs stadsteater, Studioteatern, Stockholms stadsteater, Malmö Opera, Göteborgs stadsteater og Backa teater. Han har medvirket i adskillige film- og tv-produktioner, blandt andet i Det nye land og Sunes sommer. Lars Väringer bor sammen med sin hustru i Göteborg og har en datter.

## Filmografi (udvalg)
- 2023 - Andra akten – medvirkende
- 2020-2022 - Love & Anarchy – Lars Fagerström
- 2020-2021 - Lykkebugten (tv-serie) – Östen
- 2020 - Sommeren '85 (tv-serie) – danselæreren
- 2020 - Åre Akuthjælp (tv-serie) – Lennart Sjölin
- 2019 - Jeg kommer hjem til jul – Eje
- 2019 - Midsommar – Sten
- 2018 - Unge Astrid – KAK-direktør
- 2017-2020 - Familien Löwander (tv-serie) – bankdirektør Waern
- 2017 - Alex – Olle
- 2017 - Saltön (tv-serie) – Sandro
- 2014 - Ettor och nollor (tv-serie) – Gustav Jonsson
- 2013 - Johan Falk – Kodenavn Lisa (tv-serie) – Aril Holmlind
- 2013 - Molanders (tv-serie) – Björn
- 2011 - Gynekologen i Askim (tv-serie) – Sigfrid
- 2011 - Pax – Hans
- 2010-2011 - Starke man (tv-serie) – Stefan Rinnerstig
- 2010 - Isolerad – forelæser
- 2009 - Wallander (tv-serie) – Wester
- 2009 - Någon annanstans – forhørsmand ved politiet
- 2009 - Stormen (tv-serie) – eftersøgningsleder
- 2008 - Anna Pihl – Daniels far
- 2007 - Se upp för dårarna – Roland Ljungberg
- 2005 - Två ägg i högklackat – Gustav Nilsson
- 2004 - Kommissær Winter (tv-serie) – bartender
- 2004 - Skeppsholmen (tv-serie) – Frank Martin
- 2004 - Två bröder emellan – Gustav Nilsson
- 2003 - En ö i havet (tv-serie) – læge
- 2003 - Tillfällig fru sökes – Kjell
- 2002 – Cleo (tv-serie) – Bertil Sjöström, Cleos date
- 2000 - Det nye land – Kjell
- 1999-2000 Sjätte dagen (tv-serie) – Peder Svart-Upling
- 1998 - Rena Rama Rolf (tv-serie) – opfinder
- 1998 - När karusellerna sover (tv-serie) – spejlteltsmanden Knut
- 1997-2002 - Vita lögner (svensk udgave af Hvide løgne) (tv-serie) – Evald Andersson
- 1997 - Glappet (tv-serie) – Urberg, Ellas lærer
- 1996-1997 - Anna Holt - polis – Waltin
- 1996 - Torntuppen (tv-serie) – nabo
- 1996 - Gisslan – Feargus O'Connor
- 1995 - Herbert & Robert (tv-serie) – medvirkende
- 1995 - Mördare utan ansikte (tv-serie) – malmöbetjent
- 1994 - År av drömmar (tv-serie) – Manne Alling
- 1993 - Sunes sommer – Lenny
- 1993 - Polisen och domarmordet (tv-serie) – Edvard Lyte
- 1992 - Roland Hassel – Botgörarna – Bo Laurin
- 1990 - Hjälten – Vincent
- 1990 - Främmande makt (tv-serie) – præsten
- 1990 - Den svarta cirkeln (tv-serie) – Tom Schauberg
- 1989-1991 Tre kärlekar (tv-serie) – pilot
- 1988 - Kuriren (tv-serie) – Spencer
- 1988 - Jungfruresan – Helmer
- 1987 - Träff i helfigur – kriminalbetjent
- 1987 - Goda Grannar (tv-serie) – læge
- 1987 - Lysande Landning – kriminalbetjent
- 1987 - I dag röd – kriminalbetjent
- 1985 - August Palms äventyr (tv-serie) – assistent